# Galanda hebrusalis
Galanda hebrusalis là một loài bướm đêm trong họ Noctuidae.